# ATP Challenger Rom
Das ATP Challenger Rom (offizieller Name: BFD Challenger) war ein von 2009 bis 2017 jährlich stattfindendes Tennisturnier in der italienischen Hauptstadt Rom. Es war Teil der ATP Challenger Tour und wurde im Freien auf Sand ausgetragen. Die Paarung Tomasz Bednarek und Mateusz Kowalczyk gewann als einzige zweimal im Doppel. Damit sind sie Rekordsieger des Turniers.

## Liste der Sieger

### Einzel
| Jahr | Sieger                | Finalgegner´           | Ergebnis          |
| ---- | --------------------- | ---------------------- | ----------------- |
| 2017 | Filip Krajinović      | Daniel Gimeno Traver   | 6:4, 6:3          |
| 2016 | Jan Šátral            | Robin Haase            | 6:3, 6:2          |
| 2015 | Federico Delbonis     | Filip Krajinović       | 1:6, 6:3, 6:4     |
| 2014 | nicht ausgetragen     | nicht ausgetragen      | nicht ausgetragen |
| 2013 | Julian Reister        | Guillermo García López | 4:6, 6:3, 6:2     |
| 2012 | Roberto Bautista Agut | Rui Machado            | 6:77, 6:4, 6:3    |
| 2011 | Thomas Schoorel       | Martin Kližan          | 7:5, 1:6, 6:3     |
| 2010 | Filippo Volandri      | Lamine Ouahab          | 6:4, 7:5          |
| 2009 | Sebastián Decoud      | Simon Greul            | 7:62, 6:1         |

### Doppel
| Jahr | Sieger                                    | Finalgegner                        | Ergebnis          |
| ---- | ----------------------------------------- | ---------------------------------- | ----------------- |
| 2017 | Martin Kližan (2) Jozef Kovalík           | Sander Gillé Joran Vliegen         | 6:3, 7:65         |
| 2016 | Federico Gaio Stefano Napolitano          | Marin Draganja Tomislav Draganja   | 6:72, 6:2, [10:3] |
| 2015 | Tomasz Bednarek (2) Mateusz Kowalczyk (2) | Íñigo Cervantes Mark Vervoort      | 6:2, 6:1          |
| 2014 | nicht ausgetragen                         | nicht ausgetragen                  | nicht ausgetragen |
| 2013 | Andreas Beck Martin Fischer               | Martin Emmrich Rameez Junaid       | 7:62, 6:0         |
| 2012 | Dustin Brown Jonathan Marray              | Andrei Dăescu Florin Mergea        | 6:4, 7:60         |
| 2011 | Martin Kližan (1) Alessandro Motti        | Thomas Fabbiano Walter Trusendi    | 7:63, 6:4         |
| 2010 | Tomasz Bednarek (1) Mateusz Kowalczyk (1) | Jeff Coetzee Jesse Witten          | 6:4, 7:64         |
| 2009 | Simon Greul Alessandro Motti              | Daniele Bracciali Filippo Volandri | 6:4, 7:5          |